# Star vs. the Forces of Evil
Star vs. As Forças do Mal (português brasileiro) ou Star Contra as Forças do Mal (português europeu) (em inglês:  Star vs. The Forces of Evil) é uma série de desenho animado americana produzida pela Disney Television Animation. A série estreou nos EUA no dia 18 de janeiro de 2015 no Disney Channel e em 30 de março no Disney XD. No Brasil, a série estreou oficialmente no Disney XD em 14 de setembro de 2015 e o seu estúdio de dublagem é o TV Group Digital Brasil. Em Portugal, a série estreou no dia 19 de dezembro de 2015 no Disney Channel Portugal. A série foi criada por Daron Nefcy, que também trabalhou noutras séries, tais como "Wander Over Yonder" e "Robot and Monster". Ela foi também a segunda mulher a desenvolver uma série para o Disney Channel (sendo a primeira Sue Rose, que criou a série "Pepper Ann"). No dia 12 de fevereiro de 2015, a série foi renovada para uma segunda temporada. No dia 4 de março de 2016, a série foi renovada para uma terceira temporada e no dia 28 de fevereiro de 2017, para uma quarta temporada. A terceira temporada estreou no dia 15 de julho de 2017 com o filme A Batalha Por Mewni. A quarta temporada da série foi movida para o Disney Channel.

## Sinopse
Star Butterfly é uma princesa que vive em outra dimensão de Mewni e herdeira do trono real de Mewni. De acordo com a tradição, ele recebe a varinha mágica real quando faz 14 anos . Depois que ele acidentalmente incendeia o castelo da família, seus pais King River e Queen Moon  decidem que uma opção mais segura é mandá-la para a Terra como estudante de intercâmbio, para que ela possa continuar seu treinamento de uma princesa. Ele faz amizade com Marco Diaz e vive com sua família enquanto frequentava a Echo Creek Academy. Indo em uma série de desventuras usando "tesouras dimensionais" que podem abrir portais, Star e Marco devem lidar com a vida escolar diária enquanto protegem a Varinha mágica real de cair nas mãos de Ludo, um vilão de Mewni que comanda um grupo de monstros. Star enfrenta vilões mais sérios como Toffee e Meteora enquanto descobre o mistério por trás de sua real rainha Eclipsa como conhecido como a sua ajudante da Família.

## Personagens

### Principais
- Star Butterfly: Uma princesa do reino Mewni enviada para terra quando faz 14 anos para treinar sua mágica em uma dimensão mais segura que Mewni.Ela vive com a família Diaz até o final da segunda temporada ,onde volta para Mewni.Tanto na terra quanto em Mewni ,Star combate monstros ,como Ludo e Toffe.Seu melhores amigos são Lillacia Cabeça Pônei em Mewni e Marco Diaz na terra ,com quem namora na quarta temporada;Tom Lucitor ,namorou um tempo com Star , mas ela terminou com ele ,mas na terceira e quarta temporada ela namora com ele ,mas ele termina com ela na quarta temporada pois eles estavam indo para caminhos diferentes.
- Marco Diaz: O filho adolescente da família Diaz, que são imigrantes mexicanos. Quando a Star chega à Terra, ele vive aventuras e combate vilões. No final do episódio "Depressão de um Garoto na Terra" ele muda-se para Mewni e passa a viver com a Star no castelo Butterfly, onde recebeu o cargo de Escudeiro pessoal da princesa. Ja na quarta temporada, ele se torna o Amigo da Star.
- Thomas (Tom) Draconius Lucitor: Um meio-demônio (o seu pai é um mewniano e a sua mãe um demônio) vive e é o herdeiro do submundo, era namorado da Star até ele terminar com ele por ele não conseguir controlar a sua raiva. Na terceira temporada os dois voltam a amigos, porque Tom esta aprendendo a controlar sua raiva para poder ser um dos Samurais melhor ja na quarta temporada,Tom deixem de ser namorado de Star por que ele disse que estavam indo para lugares diferentes.
- Cabeça Pônei: A melhor amiga da Star em Mewni. Ela é uma cabeça de pônei com um chifre e ela flutua. Tal como Star, é muito alegre. O seu estilo é rebelde e faz tudo à sua maneira, por isso o seu pai (o Rei Cabeça Pônei) envia-a para o reformatório Santa Olga para Princesas desobedientes no episódio "Festa com um Pônei" mas no episódio "O Reformatório St. Olga para Princesas Desobedientes" o Star e o Marco resgatam-a de lá.

### Recorrentes
- Jackie Lynn Thomas: Garota da escola do Marco e da Star, por quem Marco tinha uma queda até ao episódio "Bon Bon, o Palhaço Aniversariante". Depois disso eles começaram a namorar porém eles terminaram no episódio "Depressão de um Garoto na Terra" quando Marco vai para Mewni.
- Janna Ordonia: A melhor amiga da Star da escola, que demonstra paixão por interesses sombrios.
- Glossaryck: Uma criatura anterior à criação do Multiverso, responsável por ensinar magia às rainhas de Mewni. Ele é pai de todos os membros da Alta Comissão Mágica. É marcado pela ironia e pelo humor. Ele é queimado junto com o livro de feitiços por Toffee que possuía o corpo de Ludo no filme "A Batalha Por Mewni". Na terceira temporada, Glossaryck é “ressuscitado" na série, encontrando-se num aparente estado de amnésia no qual só consegue dizer a palavra "Globgor".
- Sr. e Sra. Diaz: Os pais do Marco que hospedam Star enquanto ela está na Terra. Os nomes deles são Rafael e Angie. São simpáticos e não gostam de lutar.
- Rei River Butterfly: O pai da Star e o rei de Mewni. É um rei calmo e paciente, ele gosta de lutar contra monstros nas horas que ele não tem o papel de rei. Ele quem ensinou star a lutar e a acampar. Ele era o príncipe herdeiro do Reino Johansen, mas quando se casou com Lua Butterfly se tornou o Rei Butterfly.
- Rainha Lua/ Moon Butterfly (PT): A mãe da Star e rainha de Mewni. É a ex-dona da varinha e a 36a. rainha de Mewni. A sua mãe foi morta em sua adolescência por Toffee, tornando-a rainha mais cedo e então virou, como diz Star, "uma mãe super guerreira". Ela fez um acordo com Eclipsa para ter o feitiço para destruir o imortal (Toffee), porém, em troca teria que deixar ela livre, o que teve que aceitar, porém ao declamar o feitiço ela teve as veias das mãos corrompidas pela escuridão e Toffee sem o dedo Indicador.
- O Exército de Ludo: São monstros que são principalmente misturas antropomórficas de animais e/ou apêndices humanos. Alguns deles são ocasionalmente destacados em um episódio. Eles incluem Ursocôrnio, Galinhão, Sapo Musculoso, Garras de Lagosta, Homem-Braço, Bola de Espinhos e Bebê Batata de Três-Olhos. Eles servem Ludo na 1ª temporada. Na 2ª temporada Ludo consegue um novo exército, um grupo de animais. Eles incluem uma Aranha, uma Águia e um monte de ratos.
- Ferguson e Alfonso: Os dois amigos de Marco no Echo Creek. Ferguson é mais 'cheinho', tem cabelo laranja e gosta de fazer caretas na barriga. Alfonso é magro, tem cabelos encaracolados e usa óculos.
- Srta. Margaret Skullnick: Professora de matemática de Star e Marco no Colégio Echo Creek. Ela é acidentalmente transformada em troll pela Star no episódio "Casamenteira", em seguida, mantém seu visual de troll para o restante da série.
- Sensei: O sensei sem nome no dojo que Marco frequenta.
- Oskar Greason: Um estudante de Echo Creek geralmente é visto tocando um teclado ou em seu carro, onde ele também reside. O diretor Skeeves desconfia dele como ele tem um "registro" quando Star perguntou sobre ele.
- Eclipsa Butterfly: Mais conhecida como "Eclipsa, a rainha da escuridão", ela foi mostrada em sua tapeçaria no episódio "Pra Dentro da Varinha" e é mencionada em "Baby". Mas ela só fez sua aparição física na segunda parte do filme "A Batalha Por Mewni" onde é revelado que ela estava cristalizada e fez acordo com Lua que se está destrui-se algo imortal teria que dar liberdade a ela, e depois que Toffee morreu ela teve sua liberdade e reapareceu no episódio "Perigo Desconhecido" e tornou uma personagem recorrente na 3ª temporada. Na 4 temporada se torna rainha de Mewni. No livro de feitiços o seu capítulo é bloqueado. Assim como a rainha Lua, Eclipsa também teve que assumir o trono cedo pois sua mãe morreu quando ela era adolescente. Ela é a mais poderosa Rainha de Mewni mostrada na série. Seu passado é obscuro e pouco conhecido: Ela casou com o Mewniano Shastacan, porém, mais tarde ela se apaixonou pelo Rei dos Monstros, Globgor, e com este ela teve Meteora/ Srta. Hedionda, assim também adquirindo o apelido de "amante de monstros", ela nunca questionou os ensinamentos de Glossarick, além de gostar muito também de chocolates.
- Sapo Musculoso / Mega Sapo (PT): Um sapo gigante que antes trabalhava como ajudante de Ludo na primeira temporada, mas nas segunda e terceira temporadas é aliado de Star. No final da primeira temporada, ele torna-se pai e segue com sua vida, junto de Katrina (sua filha), e seus girinos. Katrina é a filha mais delicada, porem teve uma evoluçãoum pouco mais rapida, como por exemplo: aprendeu a falar primeiro. No episódio "É Outro Mistério" ele junto com seus girinos e outros monstros vão embora para outra dimensão.
- Alta Comissão de Magia ou Alto Conselho de Magia: Um grupo de poderosos seres mágicos que atuam como guardiões da magia no universo. Eles tiveram sua primeira aparição no episódio "Virando a Página". Além de Lua e Glossaryck, os membros do conselho são:
- Hekapoo: Uma humanóide com chifres com braços pontiagudos que forja tesouras dimensionais.
- Omnitraxus Prime: Mestre do espaço-tempo uma criatura com cabeça de caveira e manipulador do espaço e do tempo que é um dos fundadores da Alta Comissão. Devido ao seu enorme tamanho, ele costuma aparecer nas reuniões da alta comissão através de uma bola de cristal.
- Lekmet: Um demónio de cabeça de bode e fundador da Alta Comissão Mágica que fala em língua de bode e foi criado pelo Glossaryck. Mais tarde em "O Crush da Star" ele morre exercendo suas energias para curar a rainha Lua e o resto da Alta Comissão durante sua luta com Toffee.
- Rhombulus: Uma criatura de cabeça de diamante com braços de cabeça de cobra sencientes que serve como o executor da Alta Comissão. No episódio "Armadilha Butterfly" ele revela que tem uma queda pela Rainha Lua.
- Globgor: Marido monstro da Eclipsa e pai de Meteora, é mostrado no final da terceira temporada que ele foi cristalizado.

### Vilões
- Ludo: Vilão da primeira temporada o inimigo de Star que planejou roubar a varinha mágica para ter o controle total do Universo. No episódio "Biscoitos da Fortuna" ele contrata Toffee para ajudá-lo a roubar a varinha. No final do episódio "Dia da Mewnipendência" ele expulsa Sapo Musculoso de seu exército e de seu castelo. No final do episódio "O Crescimento da Barba de Marco" Toffee expulsa ele de seu castelo de seu exército. No episódio "Tempestades no Castelo" ele se junta a Star junto com Sapo Musculoso para resgatar Marco e conseguir seu castelo e seu exército de volta, e ainda tenta roubar a varinha mas é engolido pelo Galinhão e após este botar um ovo ele acaba ficando dentro dele, e após a varinha destruir seu castelo ele sai do ovo e Star joga ele no vácuo. Na segunda temporada no episódio "Ludo na Selva" ele sai do vácuo e volta para Mewnie onde arruma um novo exército e encontra o pedaço corrompido da varinha mágica que está grudado no braço esquelético de Toffee, No episódio "Bon Bon, o Palhaço Aniversariante" ele rouba o livro de feitiços, e final no episódio "O Caminho Difícil " depois dele ter lido o capítulo da Eclipsa ele acaba possuído por Toffee. No episódio "O Crush da Star" Toffee possui Ludo e luta contra Lua e a Alta Comissão. Na sexta parte do filme "A Batalha por Mewni" ele governa Mewni. No final da sétima parte ele ajuda Star a matar Toffee e depois ele pede para ela jogá-lo no vácuo em uma busca profunda. Ele retorna mais tarde em "Ludo, Onde Você Está?" como um louco por ter ficado muito tempo no vácuo.
- Toffee: Vilão da segunda temporada um humanoide réptil, apareceu primeiro em "Biscoitos da Fortuna", ele se junta à gangue de Ludo como um especialista em eficiência do mal, embora Toffee tenha sua própria agenda. Segundo Nefcy, ela e sua equipe queriam que "Star lutasse contra alguém que é um mal maior", Ludo era um "vilão divertido", mas "não um vilão assustador". No episódio "Dia da Mewnipendência" ele sabota a missão do Sapo Musculoso fazendo ele ser expulso do castelo de Ludo e de seu exército e depois no episódio "O Crescimento da Barba de Marco" ele toma o castelo de Ludo e seu exercito e expulsa ele de lá, no episódio "Tempestades no Castelo" ele sequestra Marco e obriga Star a destruir a varinha, e antes da explosão da varinha ele da um sorriso como se ele quisesse que aquilo acontece-se. No episódio "Ludo na Selva" Ludo encontra seu braço esquelético que está com o pedaço da varinha grudada nele. No episódio "Pra Dentro da Varinha" é mostrado que ele teve uma luta contra Lua no passado. No final do episódio "O Caminho Difícil" depois de Ludo ler o capítulo da Eclipsa Toffee consegue ter controle total sobre Ludo. E no final episódio "O Crush da Star" Toffee possui Ludo e preenche seu braço esquelético com a pele dele. Na primeira parte do filme "A Batalha por Mewni" e revelado que foi ele que matou a mãe da rainha Lua. Na terceira parte ele queima o livro de feitiços e fala para Ludo conquistar o castelo Butterfly. Na sétima parte é revelado que ele foi parar na Dimensão da Magia depois da explosão da varinha, e corrompeu a magia desde então. Mais tarde, ele tem seu dedo de volta ao seu corpo, mas é morto por Star e Ludo no final.
- Srª Edionda/Meteora Butterfly: Vilã da terceira temporada filha perdida da Eclipsa e de Globgor, mas antes comandava o reformatório Santa Olga para princesas desobedientes. Ela aparece primeiro em "O Reformatório Santa Olga para Princesas Desobedientes" onde no final ela promete vingança contra Marco. Na segunda temporada ela volta no episódio "Cartão de Aniversário" onde ela envia um Lagarto com uma serra elétrica para capturar Marco mas ele falha. No episódio "Edionda" ela vem para a Terra e conta aos pais de Marco o que ele fez e o manda fazer um vídeo pedindo desculpas. Na terceira temporada no episódio "Princesa Turdina" ela reaparece para mostrar as princesas do reformatório que Marco não é uma menina para voltar a comandar o reformatório Santa Olga mas as princesas não ligam ao fato de Marco ser menino. No episódio "Ataque aos Monstros" ela prende Marco mas acaba lembrando que é a filha da Eclipsa e que seu verdadeiro nome é Meteora. No episódio "Disciplinada" ela recupera todas as suas memórias e descobre que ela deveria ser a rainha de Mewni e parte para atacar com seus poderes de monstro. No episódio "Amor Difícil" Eclipsa e Lua vão até ela e acaba revelando seu poder que é sugar almas. No episódio "Dividir" Marco e seus amigos (Star não está incluida) tentam parar ela mas ela suga a alma de todos no final (menos de Tom). No episódio "Conquistar" ela ataca o castelo Butterfly mas é transformada em bebê por Eclipsa.
- Mina Loveberry -  Guerreira solariana (que faz parte do exército de Solaria,antiga rainha de mewni) vilã da quarta temporada

## Transmissão
A primeira temporada teve uma pré-estreia nos EUA a 18 de janeiro de 2015 no Disney Channel e estreou oficialmente a 30 março de 2015 no Disney XD, em Portugal estreou a 19 de dezembro de 2015 no Disney Channel e no Brasil teve uma pré-estreia no Disney XD a 22 de agosto de 2015 e estreou oficialmente a 14 de setembro de 2015.
A segunda temporada estreou nos EUA a 11 de julho de 2016, em Portugal estreou a 25 de setembro de 2017 e no Brasil estreou a 5 de dezembro de 2016.
A terceira temporada estreou nos EUA como um filme, "A Batalha Por Mewni", a 15 de julho de 2017, em Portugal estreou a 1 de maio de 2018 e no Brasil estreou a 21 de outubro de 2017, e como série estreou nos EUA a 6 de novembro de 2017, em Portugal estreou a 21 de maio de 2018 e no Brasil estreou a 28 de janeiro de 2018.
A quarta temporada estreou nos EUA a 10 de março de 2019 pelo Disney Channel, em Portugal estreou a 1 de junho de 2019 e no Brasil estreou a 1 de julho de 2019.
O último episódio foi ao ar nos EUA a 19 de maio de 2019 com o especial de meia hora "Cleaved".

## Dublagem
| Personagem (PT / BR)               | Estados Unidos           | Brasil                                             | Portugal                                                                 |
| Personagens Principais             | Personagens Principais   | Personagens Principais                             | Personagens Principais                                                   |
| ---------------------------------- | ------------------------ | -------------------------------------------------- | ------------------------------------------------------------------------ |
| Star Butterfly                     | Eden Sher                | Gaby Milani                                        | Adriana                                                                  |
| Marco Diaz                         | Adam McArthur            | Daniel Figueira                                    | André Raimundo                                                           |
| Ludo                               | Alan Tudyk               | Marcelo Salsicha                                   | Paulo Oom (1º Temporada) Tiago Retré (2º Temporada até o resto da série) |
| Personagens da Terra               |                          |                                                    |                                                                          |
| Rafael Diaz                        | Artt Butler              | César Emílio                                       | Pedro Saavedra                                                           |
| Angie Diaz                         | Nia Vardalos             | Suzete Piloto                                      | Helena Montez                                                            |
| Sensei                             | Nick Swardson            | Glauco Marques                                     | José Nobre                                                               |
| Alfonzo                            | Matt Chapman             | Bruno Dias                                         | Alexandre Carvalho                                                       |
| Oskar                              | Jon Heder                | Glauco Marques                                     | José Nobre                                                               |
| Janna Ordonia                      | Abby Elliott             | Tarsila Amorim                                     | Helena Montez                                                            |
| Brittney Wong                      | Minae Noji               | Kate Kelly                                         | Bárbara Lourenço                                                         |
| Jackie Lynn Thomas                 | Grey Griffin             | Agatha Paulita                                     | Maria Camões                                                             |
| Star Fan13                         | Daron Nefcy              | Ma Zink                                            |                                                                          |
| Becky                              | Daron Nefcy              | Tess Amorim                                        |                                                                          |
| Sabrina Backintosh                 | Daron Nefcy              | Kandy Kathy                                        |                                                                          |
| Senhorita Skullnick                | Dee Dee Rescher          | Suzete Piloto                                      | Mónica Garcez                                                            |
| Dona Liao                          | Gwendoline Yeo           | Bruna Matta                                        | Mónica Garcez                                                            |
| Diretor Skeeves                    | Jeff Bennett             | Ricardo Sawaya                                     | Mário Bomba                                                              |
| Ferguson                           | Nate Torrence            | Bruno Mello                                        | Mário Bomba                                                              |
| Mackie Mão                         | Travis Willingham        | Alexandre Marconato                                |                                                                          |
| Personagens Interdimensionais      |                          |                                                    |                                                                          |
| Rei River                          | Alan Tudyk               | Luiz Carlos de Moraes                              | Paulo Oom (1º Temporada) Tiago Retré (2º Temporada até o resto da série) |
| Rainha Moon                        | Grey Griffin             | Isabel de Sá                                       | Mónica Garcez                                                            |
| Eclipsa                            | Esmé Bianco              | Mabel Cezar                                        | Ana Vieira                                                               |
| Globgor                            | Jaime Camil              | Charles Dalla                                      | Pedro Pernas                                                             |
| Cabeça Pônei                       | Jenny Slate              | Flora Paulita                                      | Ana Rita Tristão                                                         |
| Tom                                | Rider Strong             | Bruno Marçal                                       | José Nobre                                                               |
| Rei Cabeça Pônei                   | Maurice LaMarche         | Fritz Gianvitto                                    | Pedro Saavedra                                                           |
| Imperatriz dos Elfos               | Anna Camp                | Priscila Ferreira                                  | Bárbara Lourenço                                                         |
| Elfo Recepcionista                 | Hynden Walch             | Priscila Ferreira                                  |                                                                          |
| Sapo Musculoso                     | Fred Tatasciore          | Zeca Rodrigues                                     | José Nobre                                                               |
| Brian                              | Stephen Root             | Nestor Chiesse                                     |                                                                          |
| Mina Loveberry                     | Amy Sedaris              | Tatiane Keplmair                                   | Solange Santos                                                           |
| Hélios                             | Jamie Kennedy            | Wellington Lima                                    |                                                                          |
| Glossaryck                         | Jeffrey Tambor           | César Marchetti                                    | Alexandre Carvalho                                                       |
| Lagostão / Garras de Lagosta       | Brian Posehn             | Wendel Bezerra                                     |                                                                          |
| Pai do Tempo                       | Jim Gaffigan             | Fritz Gianvitto                                    | Carlos Macedo                                                            |
| Samurai Treinando / Samurai Bonito | Arif S. Kinchen          | Tarsila Amorim                                     |                                                                          |
| Toffee                             | Michael C. Hall          | Luíz Laffey (1ª voz) Alexandre Marconato (2ª voz)  | Romeu Vala                                                               |
| Senhorita Heinous / Meteora Ball   | Jessica Walter           | Isaura Gomes (1ª voz) Cecília Lemes (2ª voz)       | Maria Camões                                                             |
| Rasticore                          | Chris Tergliafera        | Faduli Costa                                       |                                                                          |
| Kelly                              | Dana Davis               | Cássia Bisceglia                                   | Bárbara Lourenço                                                         |
| Tad                                |                          | Adrian Tatini                                      |                                                                          |
| Baby                               | Melissa Rauch            | Bianca Alencar                                     | Carla Garcia                                                             |
| Rhombulus                          | Kevin Michael Richardson | Ramon Campos (1ª e 3ª voz) Glauco Marques (2ª voz) | Pedro Saavedra                                                           |
| Hekapoo                            | Zosia Mamet              | Priscila Franco                                    | Maria Camões                                                             |
| Ruberiot                           | Patrick Stump            | Raphael Rossatto                                   | Sérgio Calvinho                                                          |
| Boba da Corte                      | Natalie Palamides        | Luiza Porto                                        |                                                                          |
| Willowbelha                        | Mayim Bialik             | Letícia Bortoletto                                 |                                                                          |

| Créditos da dublagem | Brasil                                                                                 | Portugal                                          |
| -------------------- | -------------------------------------------------------------------------------------- | ------------------------------------------------- |
| Tema de Abertura     | "Eu Vim de Outra Dimensão" por Fábio Be                                                | "Eu Sou de Outra Dimensão" por Alexandre Carvalho |
| Tradução             | Marco Aurélio Nunes (1ª e início da 2ª Temporada) Gustavo Samesima (2ª Temporada)      | Liliana Boialvo e André Silva                     |
| Direção de Dublagem  | Yuri Chesman (1ª Temporada) Thiago Longo (2ª Yemporada) Vágner Fagundes (3ª Temporada) | Mário Redondo                                     |
| Diretor Criativo     | Raúl Aldana                                                                            | Raúl Aldana                                       |
| Direção Musical      | Nandu Valverde (1ª e 2ª Temporada) Cidalia Castro (2ª Temporada)                       | Pedro Gonçalves                                   |
| Dublado nos Estúdios | TV Group Digital Brasil                                                                | SDI Media Group                                   |

## Episódios
| Temporada | Temporada | Episódios | Segmentos | Exibição original     | Exibição original       | Exibição em Portugal   | Exibição em Portugal   | Exibição no Brasil     | Exibição no Brasil    |
| Temporada | Temporada | Episódios | Segmentos | Estreia de temporada  | Final de temporada      | Estreia de temporada   | Final de temporada     | Estreia de temporada   | Final de temporada    |
| --------- | --------- | --------- | --------- | --------------------- | ----------------------- | ---------------------- | ---------------------- | ---------------------- | --------------------- |
|           | 1         | 24        | 13        | 19 de janeiro de 2015 | 21 de setembro de 2015  | 19 de dezembro de 2015 | 30 de janeiro de 2016  | 14 de setembro de 2015 | 13 de junho de 2016   |
|           | 2         | 41        | 22        | 11 de julho de 2016   | 27 de fevereiro de 2017 | 25 de setembro de 2017 | 22 de dezembro de 2017 | 5 de dezembro de 2016  | 28 de outubro de 2017 |
|           | 3         | 38        | 21        | 15 de julho de 2017   | 7 de abril de 2018      | 1 de maio de 2018      | 23 de novembro de 2018 | 21 de outubro de 2017  | 22 de agosto de 2018  |
|           | 4         | 37        | 21        | 10 de março de 2019   | 19 de maio de 2019      | 1 de junho de 2019     | 10 de janeiro de 2020  | 1 de julho de 2019     | 24 de abril de 2020   |

## Controvérsias
Pela primeira vez, a Disney exibiu uma cena de um beijo gay em um episódio do desenho. Após mostrar dois homens a beijarem-se, o canal Disney XD exibiu, no mesmo episódio, outros casais homoafetivos aos beijos. No desenho, as personagens Star e Marco vão para um concerto no qual uma banda toca uma música romântica chamada Só Amigos ("Just Friends"). Nesse momento, diversas pessoas na plateia se beijam. No meio da multidão, um casal de homens pode ser visto aos beijos. No mesmo episódio, pelo menos dois casais de mulheres também se beijam.
Essa cena no desenho animado foi duramente criticada por conservadores e evangélicos neopentecostais no Brasil. O pastor Silas Malafaia declarou pelo Twitter, em 1 de março de 2017, que a suposta intenção da The Walt Disney Company em incluir uma cena de beijo gay na série "seria erotizar e ensinar o homossexualismo às crianças" e propôs um boicote a Disney. Em 4 de março de 2017, o youtuber Felipe Neto respondeu em um vídeo ao pastor: "Você acha que o jeito certo de educar seu filho sobre a homossexualidade é fingindo que ela não existe? Não tem absolutamente nada de errado no desenho da Disney". Além disso, Felipe Neto chamou Malafaia de "canastrão" e disse que Malafaia "explora a fé das pessoas para enriquecer". Felipe Neto ainda propôs fazer publicidade gratuita a qualquer empresa que for boicotada por Malafaia (coisa que realmente voltou a fazer, quando, anos depois, realizou propaganda para a Natura; por conta de uma propaganda de Dia dos Pais que incluia Tamy Gretchen). Em seu Twitter, Malafaia respondeu afirmando que era uma honra ser caluniado por um "inescrupuloso" e respondeu: "Vou lhe dar a chance, na justiça, para você provar o que falou". Em 2018, Malafaia entrou com uma queixa-crime contra Felipe Neto acusando-o por calúnia, injúria e difamação, que terminou com um acordo entre ambas as partes (nenhum ganhou, nenhum perdeu).